# Les Bayards
Les Bayards es una localidad y antigua comuna suiza, situada en el distrito de Val-de-Travers en el cantón de Neuchâtel. Desde el 1 de enero de 2009 hace parte de la comuna de Val-de-Travers.

## Historia
La primera mención escrita de Les Bayards data de 1284 cuando aparece en un documento con el nombre de Bayar. La comuna mantuvo su autonomía hasta el 31 de diciembre de 2008. El 1 de enero de 2009 pasó a ser una localidad de la nueva comuna de Val-de-Travers, tras la fusión de las antiguas comunas de Boveresse, Buttes, Couvet, Fleurier, Les Bayards, Môtiers, Noiraigue, Saint-Sulpice y Travers.

## Geografía
La antigua comuna limitaba al norte la comuna de La Brévine, al este con Saint-Sulpice, al sur con Buttes, al oeste con Les Verrières, y al noroeste con Hauterive-la-Fresse (FRA-25) y Les Alliés (FRA-25).

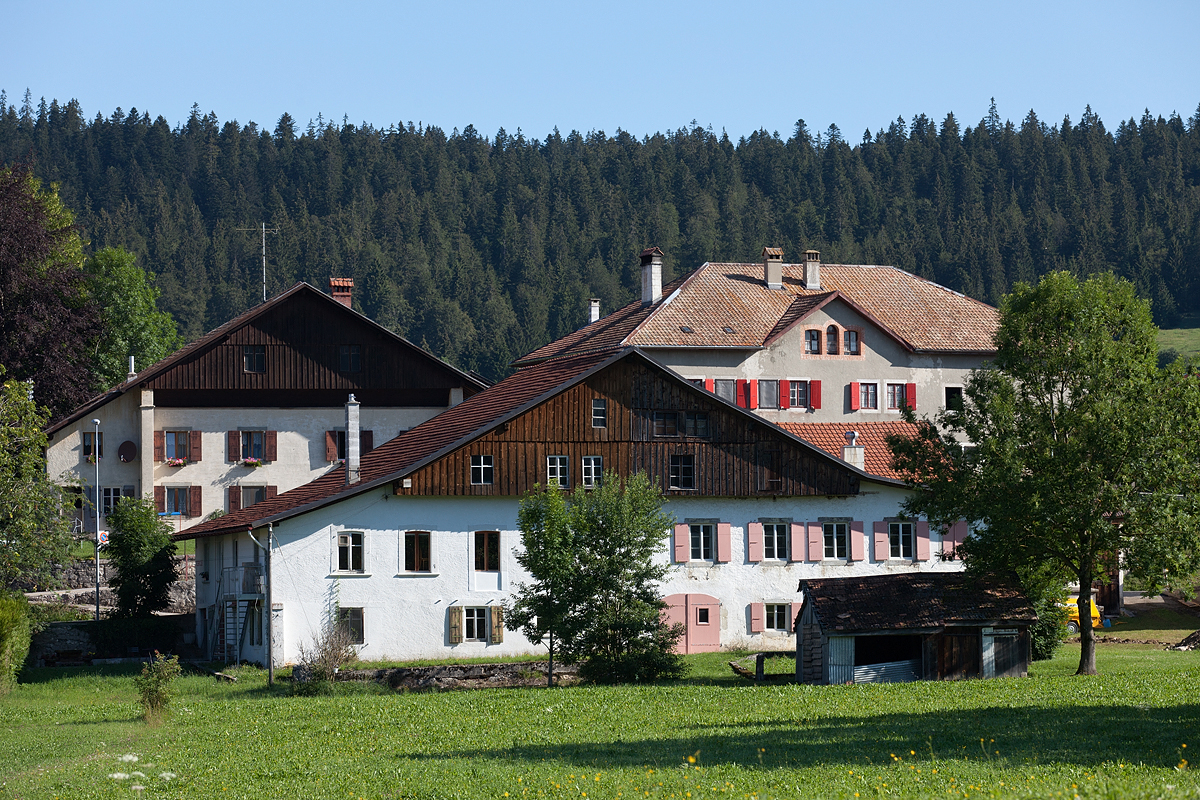
Vista en Les Bayards.